# Géza Bajári
Géza Bajári (Vrbas, 24 febbraio 1919 – Vrbas, 10 dicembre 1986) è stato un cestista ungherese.

## Carriera
Con l'Ungheria ha disputato tre edizioni dei Campionati europei (1939, 1946, 1947).